# Generátor (fotografie)

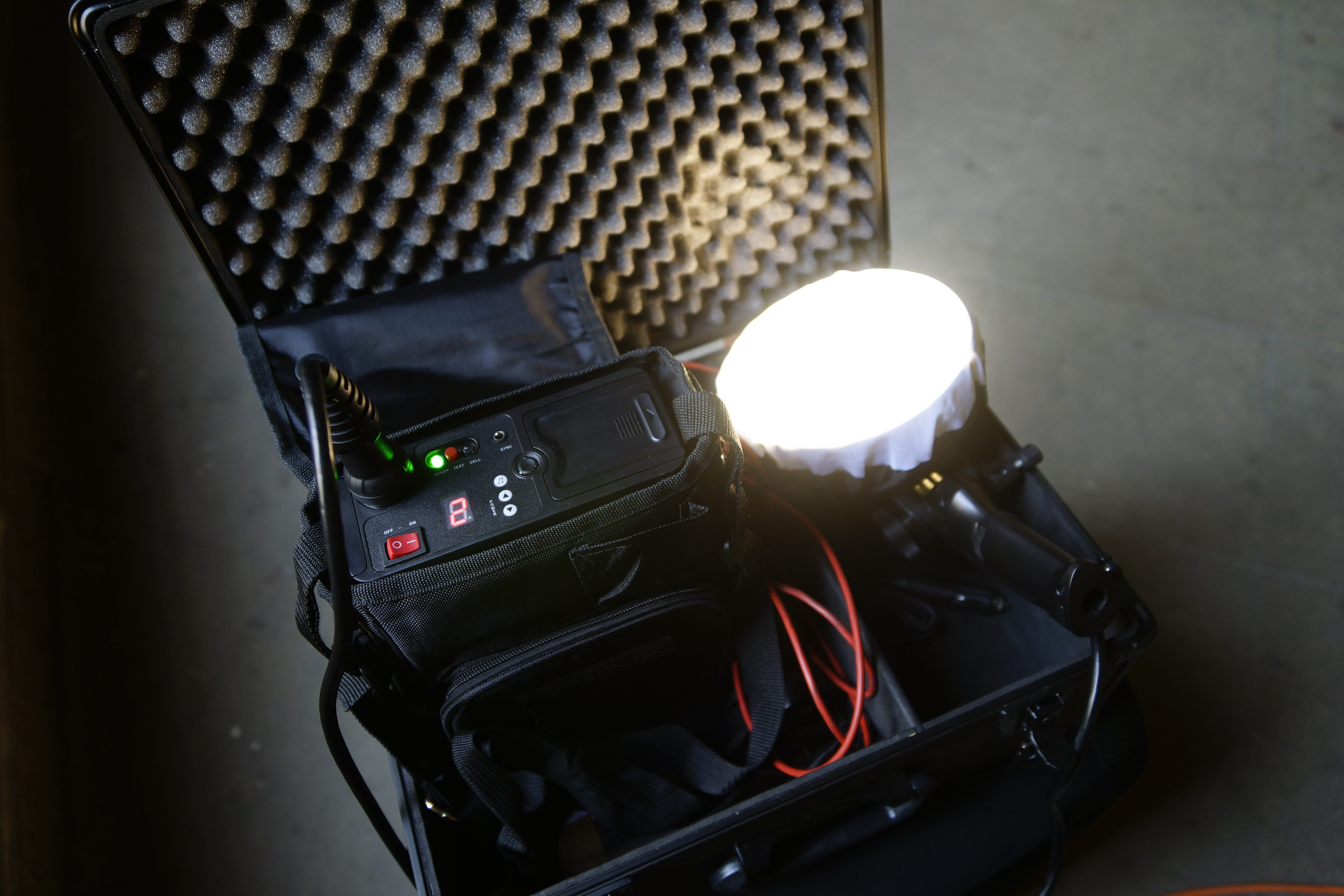
Generátor s jednou připojenou a svítící lampou

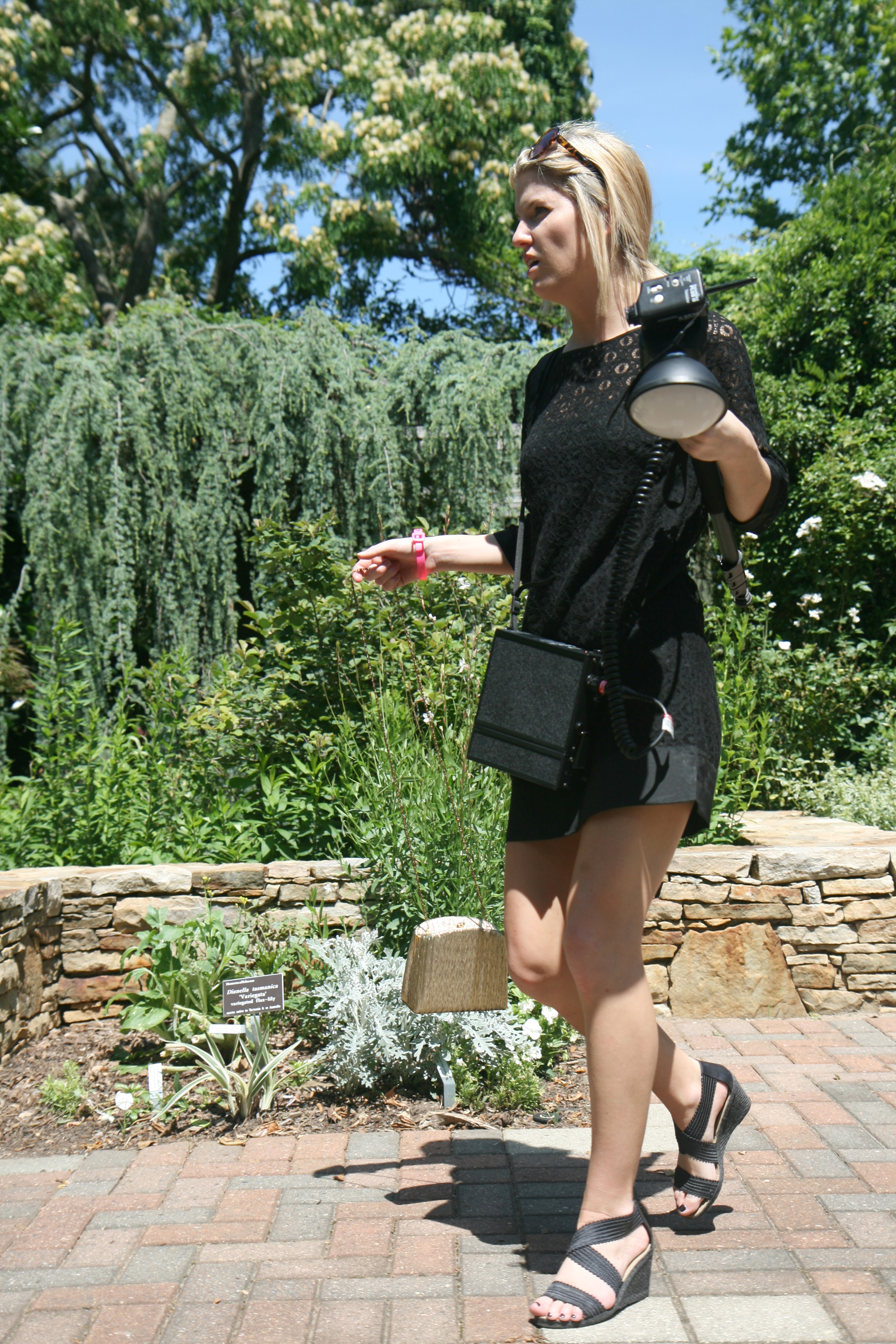
Pomocná fotografka obsluhuje blesk s mobilním bateriovým generátorem

Generátor (bateriový generátor, zábleskové světlo napájené z baterie) se obvykle používá pro napájení jednoho a více studiových blesků nebo trvalých světel. V této kombinaci vznikne záblesková osvětlovací sada používaná obvykle ve fotografickém studiu nebo při fotografování v exteriéru. Bateriový generátor s přidaným světlem patří mezi systémy typu „pack and head“, což znamená, že světla závisí na centralizovaném napájení z elektrické baterie. Generátor lze také použít pro napájení notebooků, telefonů a podobně.

## Popis
Generátor se skládá z boxu, ve kterém se nacházejí všechny ovládací prvky pro blesk a samotného bleskového světla (hlava lampy), které jsou propojeny kabelem. Generátor může být položen na podlaze, nebo se připojí k základně stativu. Generátor je obvykle silnější a dražší, což má několik výhod. Například generátory některých výrobců umožňují „zmrazení pohybu“, k jednomu generátoru se může připojit více než jedna lampa. Generátor funguje z elektrické sítě, ale také z baterie, která umožňuje fotografovat venku nebo v místech, kde není možnost připojení zařízení k elektrické síti. 
Musí být zvažována jeho velikost a hmotnost, neboť baterie generátoru bývá poměrně těžká.

## Technické parametry
Generátor má obvykle následující parametry a využití:
Generátor je mobilní, flexibilní a díky výkonu blesku jej lze použít také v exteriéru, například při svatbách. Výkon je možné plynule regulovat v osmi krocích. Baterie podle výkonu vydrží na asi 100 až 190 záblesků. NiMH bateriový blok je vyjímatelný a set se dodává včetně nabíječky s napájecím adaptérem, nosného pásu a synchronizačního kabelu. Blesková hlava bývá vybavena bajonetem, do kterého lze montovat  širokou škálu příslušenství, nástavců a reflektorů (komínek, beauty dish, reflektor nebo softbox). Hlava také obsahuje integrovaný držák deštníku.
Celý balíček je umístěn v ochranném tvrdém kufru nebo přepravní tašce, baterie o rozměrech 180x77x52mm je obvykle typu NiMH, její provozní napětí je DC 24V a kapacita 3000 mAh. Generátor váží 1350g a nabíjecí doba je asi 4 hod. Je vybaven propojovacími kabely a kompatibilní s dalšími značkami studiových blesků.

## Galerie

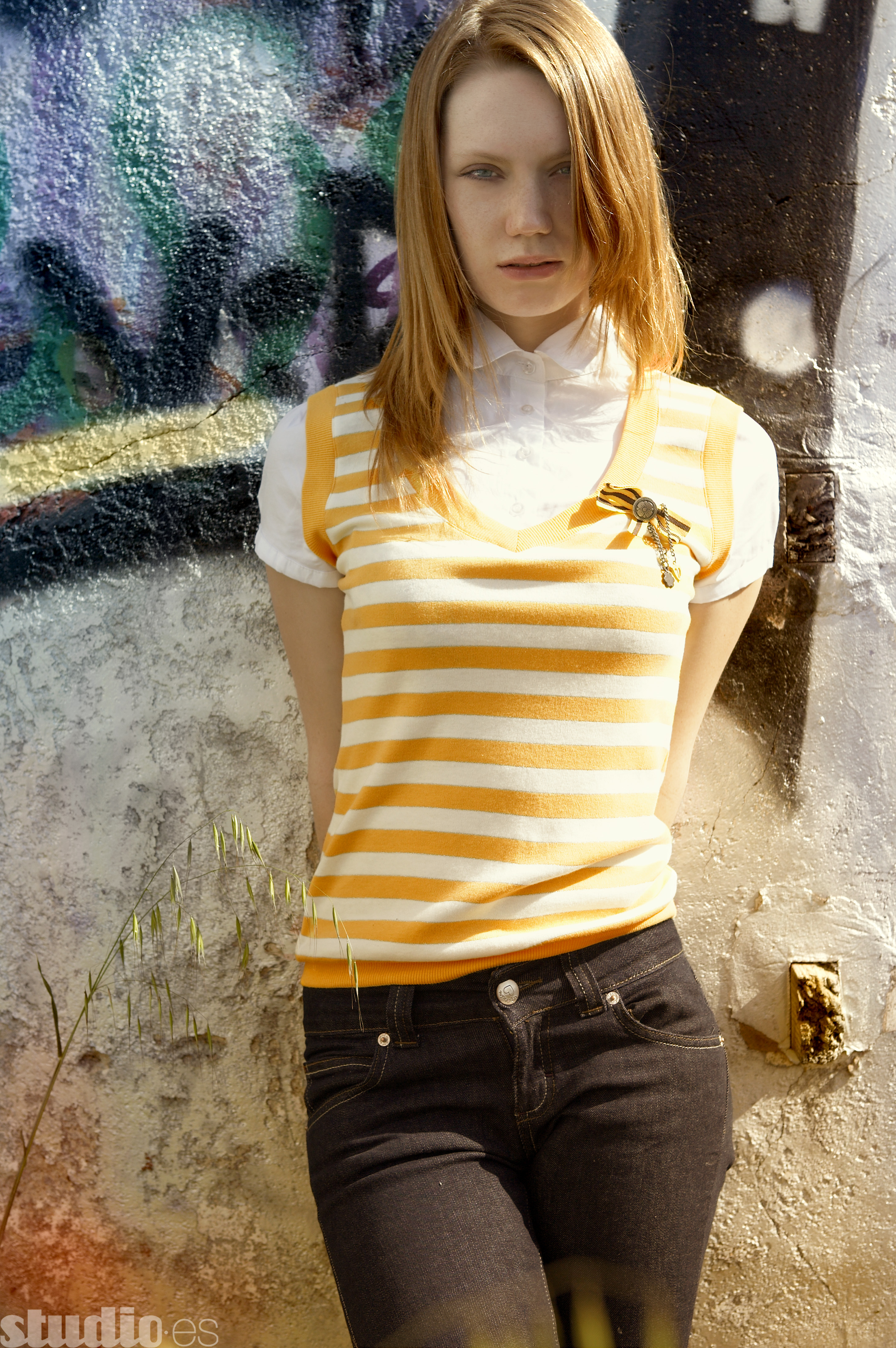
Snímek pořízený přídavným bleskem připojeným ke generátoru v exteriéru
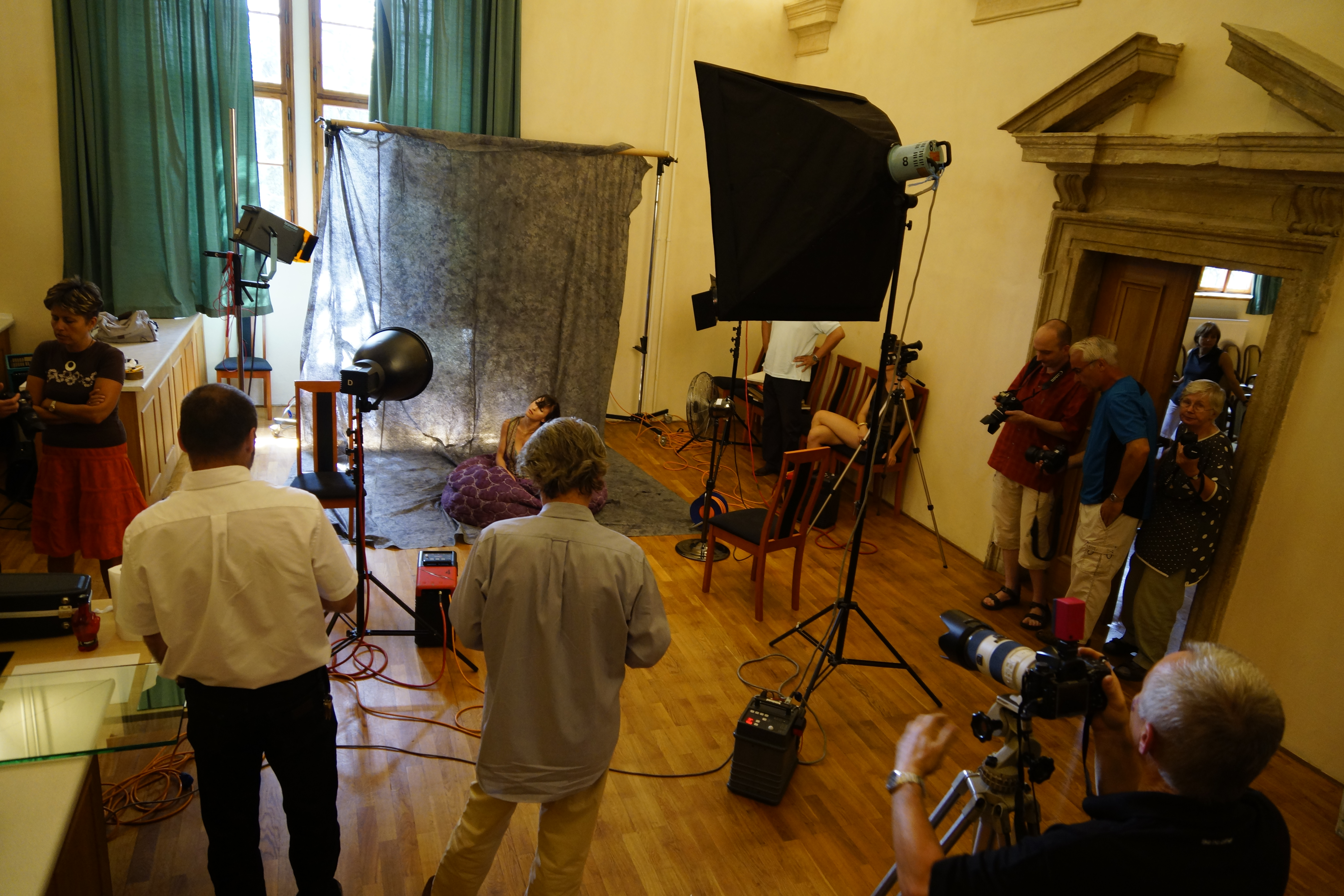
Dva bateriové generátory použité v improvizovaném ateliéru (boxy na zemi)
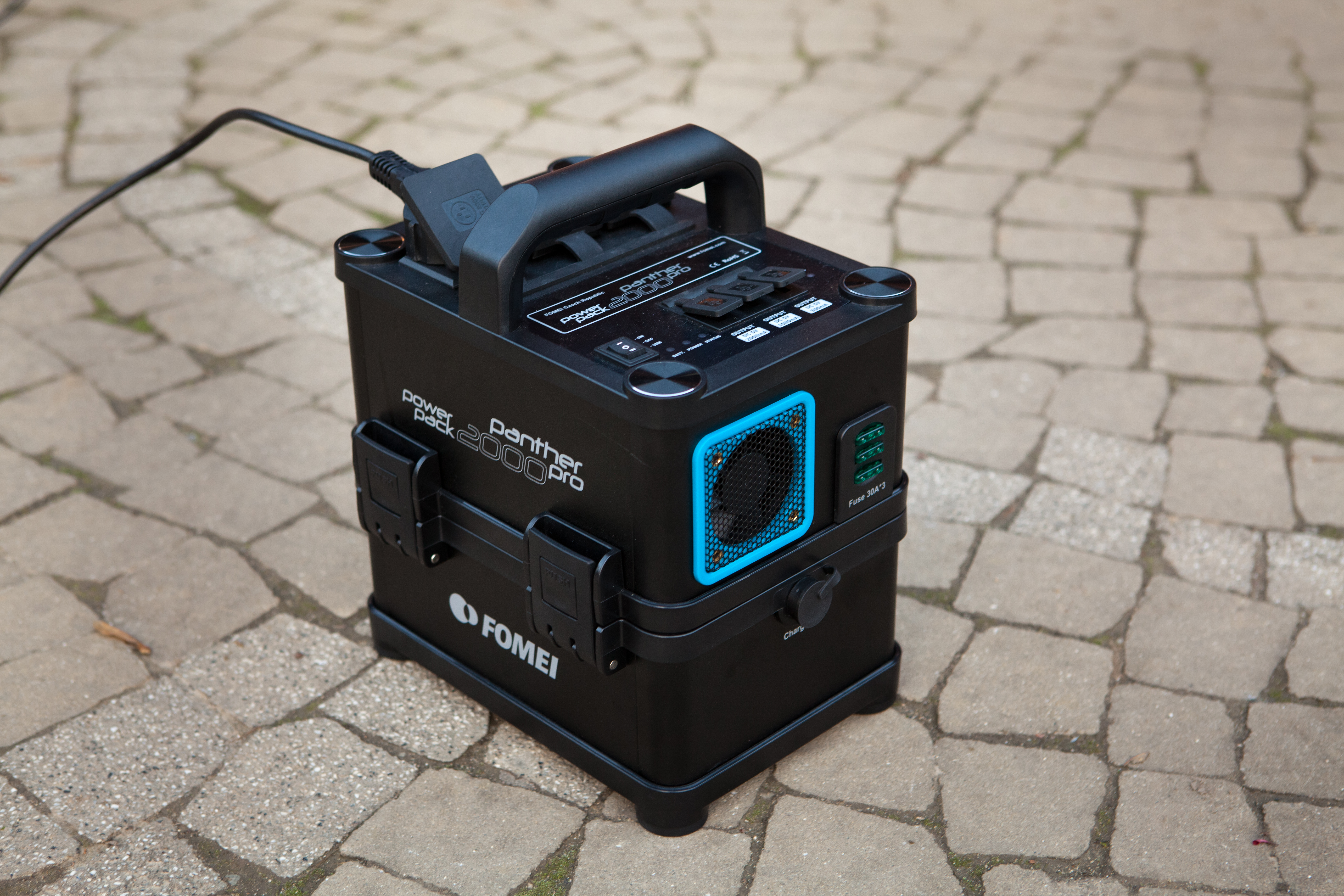
Bateriový generátor Fomei